# Cyrtodactylus zugi
Cyrtodactylus zugi là một loài thằn lằn trong họ Gekkonidae. Loài này được Oliver, Tjaturadi, Mumpuni, Krey & Richards mô tả khoa học đầu tiên năm 2008.